# Liste der DDR-Meister im Basketball (Frauen)
Diese Liste gibt einen Überblick über alle Vereine, die zwischen 1954 und 1990 in der DDR Meister im Frauen-Basketball wurden sowie über die Zweit- und Drittplatzierten der jeweiligen Saison.
| Jahr | Meister                    | 2. Platz                          | 3. Platz                   |
| ---- | -------------------------- | --------------------------------- | -------------------------- |
| 1954 | BSG Rotation Mitte Leipzig | HSG Wissenschaft HU Berlin Jugend | HSG Wissenschaft HU Berlin |
| 1955 | BSG Rotation Mitte Leipzig | HSG Wissenschaft HU Berlin        | HSG FSU Jena               |
| 1956 | HSG Wissenschaft HU Berlin | BSG Rotation Mitte Leipzig        | HSG FSU Jena               |
| 1957 | HSG Wissenschaft HU Berlin | SC Wissenschaft Halle             | SC DHfK Leipzig            |
| 1958 | HSG Wissenschaft HU Berlin | SC Wissenschaft Halle             | SC DHfK Leipzig            |
| 1959 | HSG Wissenschaft HU Berlin | SC Chemie Halle                   | SC DHfK Leipzig            |
| 1960 | SC Chemie Halle            | HSG Wissenschaft HU Berlin        | SC DHfK Leipzig            |
| 1961 | SC Chemie Halle            | HSG Wissenschaft HU Berlin        | SC DHfK Leipzig            |
| 1962 | SC Rotation Berlin         | SC Chemie Halle                   | SC DHfK Leipzig            |
| 1963 | TSC Berlin                 | SC Chemie Halle                   | Lok HfV Dresden            |
| 1964 | SC Chemie Halle            | TSC Berlin                        | SC DHfK Leipzig            |
| 1965 | SC DHFK Leipzig            | SC Chemie Halle                   | TSC Berlin                 |
| 1966 | SC DHFK Leipzig            | TSC Berlin                        | SC Chemie Halle            |
| 1967 | TSC Berlin                 | SC Chemie Halle                   | SC DHfK Leipzig            |
| 1968 | SC Chemie Halle            | TSC Berlin                        | SC DHfK Leipzig            |
| 1969 | SC Chemie Halle            | TSC Berlin                        | SC DHfK Leipzig            |
| 1970 | SG KPV 69 Halle            | BSG EBT Berlin                    | HSG DHfK Leipzig           |
| 1971 | SG KPV 69 Halle            | BSG EBT Berlin                    | Lok HfV Dresden            |
| 1972 | SG KPV 69 Halle            | HSG Wissenschaft HU Berlin        | BSG EBT Berlin             |
| 1973 | SG KPV 69 Halle            | Lok HfV Dresden                   | HSG Wissenschaft HU Berlin |
| 1974 | BSG EBT Berlin             | SG KPV 69 Halle                   | Lok HfV Dresden            |
| 1975 | SG KPV 69 Halle            | HSG Wissenschaft HU Berlin        | PH Halle                   |
| 1976 | SG KPV 69 Halle            | HSG Wissenschaft HU Berlin        | PH Halle                   |
| 1977 | SG KPV 69 Halle            | HSG Wissenschaft HU Berlin        | SG KPV 69 Halle II         |
| 1978 | SG KPV 69 Halle            | HSG Wissenschaft HU Berlin        | HSG Wissenschaft Halle     |
| 1979 | SG KPV 69 Halle            | HSG Wissenschaft HU Berlin        | SG KPV 69 Halle II         |
| 1980 | SG KPV 69 Halle            | HSG Wissenschaft HU Berlin        | HSG Wissenschaft Halle     |
| 1981 | SG KPV 69 Halle            | HSG Wissenschaft HU Berlin        | HSG Wissenschaft Halle     |
| 1982 | SG KPV 69 Halle            | HSG Wissenschaft HU Berlin        | HSG Wissenschaft Halle     |
| 1983 | SG KPV 69 Halle            | HSG Wissenschaft HU Berlin        | HSG Wissenschaft Halle     |
| 1984 | SG KPV 69 Halle            | HSG Wissenschaft HU Berlin        | HSG Wissenschaft Halle     |
| 1985 | SG KPV 69 Halle            | HSG Wissenschaft HU Berlin        | HSG Wissenschaft Halle     |
| 1986 | SG KPV 69 Halle            | HSG Wissenschaft HU Berlin        | HSG Wissenschaft Halle     |
| 1987 | SG KPV 69 Halle            | HSG Wissenschaft HU Berlin        | BSG Handel Jena            |
| 1988 | SG KPV 69 Halle            | HSG Wissenschaft HU Berlin        | HSG Wissenschaft Halle     |
| 1989 | SG KPV 69 Halle            | HSG Wissenschaft HU Berlin        | HSG Wissenschaft Halle     |
| 1990 | SG KPV 69 Halle            | HSG Wissenschaft HU Berlin        |                            |